# Albany County (New York)
Albany je okres (county) státu New York, jeho sídelním městem je hlavní město státu Albany.
Okres byl poprvé osídlen v roce 1624 nizozemskou Západoindickou společností (Dutch West Indies Company). Angličané převzali správu nad územím v roce 1664 a okres Albany vznikl jako správní jednotka v roce 1683.
Okres Albany má rozlohu 1380 km². V roce 2010 zde žilo 304 204 obyvatel (v roce 2000 jich bylo 294 565. Podíl žen na celkové populaci je 52,0 %.